# Diborure de titane
Le diborure de titane est un composé chimique de titane et de bore de formule TiB2, très dur, avec une excellente résistance aux frottements. TiB2 est aussi un bon conducteur électrique, il peut donc être utilisé comme cathode pour la production de l'aluminium par électrolyse et mis en forme par électro-érosion.

## Propriétés physiques
TiB2 est une céramique ultraréfractaire qui ressemble au carbure de titane TiC, matériau de base à la réalisation des alliages céramique-métal, et beaucoup de ses propriétés sont supérieures à celle du TiC :
- Une dureté exceptionnelle (25–35 GPa Vickers à température ambiante, plus de trois fois supérieur à l'acier de structure), et ce jusqu'à de hautes températures.
- Un haut point de fusion (2 970 °C),
- Une haute conductivité thermique (60–120 W/(m K)),
- Une haute conductivité électrique (~105 S/cm)

## Propriétés chimiques
Par sa stabilité chimique, TiB2 est plus stable au contact du fer que le carbure de tungstène ou le nitrure de silicium.
TiB2 est résistant à l'oxydation à l'air pour des températures allant jusqu'à 1 100 °C, aux acides chlorhydrique et fluorhydrique, mais il réagit avec les métaux alcalins, l'acide nitrique et l'acide sulfurique.

## Production
TiB2 n'existe pas à l'état naturel sur Terre. La poudre de diborure de titane peut être préparée par différentes méthodes à haute température, par exemple :
- la réaction directe entre le titane (ou ses oxydes ou hydrures) avec le bore élémentaire à 1 000 °C
- la réduction carbothermique par réaction de thermite entre l'oxyde de titane et l'oxyde de bore
- la réduction d'halogénures de bore par l'hydrogène à haute température en présence du titane ou de ses halogénures.

Parmi ces différents modes de synthèse, la synthèse électrochimique et les réactions à l'état solide ont été développées pour produire de la poudre de TiB2 plus fine en plus grande quantité. Un exemple de réaction à l'état solide est la réduction borothermique, illustrée par la réaction suivante :
2 TiO2 + B4C + 3 C ⟶ 2 TiB2 + 4 CO.
Cependant, ces méthodes de synthèse ne permettent pas d'obtenir de la poudre nanométrique. Le diborure de titane nanocristallin (5–100 nm) a été synthétisé grâce à la méthode suivante :
- Réaction en solution de NaBH4 et TiCl4, suivie de la recuisson du précurseur amorphe obtenu à 900–1 100 °C[4].
- Alliage mécanique d'un mélange de Ti élémentaire et de poudre de bore[5].
- Processus de synthèse auto-propagée à haute température (SHS), avec l'addition de quantités variées de NaCl[6].
- Synthèse solvothermale (en) dans le benzène de sodium métallique avec de la poudre de bore amorphe et TiCl4 à 400 °C[7]:

TiCl4 + 2 B + 4 Na ⟶ TiB2 + 4 NaCl.
Beaucoup d'applications de TiB2 sont limitées par des facteurs économiques, particulièrement les coûts de densification de matériau à haut point de fusion - la température de fusion est d'environ 2 970 °C, et, à cause d'une couche de dioxyde de titane qui se forme à la surface des particules de la poudre, il est très résistant au frittage. L'incorporation d'environ 10 % de nitrure de silicium Si3N4 facilite le frittage, bien que le frittage sans nitrure de silicium a été aussi démontrée.
Des couches minces de TiB2 peuvent être produites par plusieurs techniques. La galvanoplastie de couches de TiB2 possède deux avantages principaux en comparaison au dépôt physique en phase vapeur ou dépôt chimique en phase vapeur : le taux de croissance de la couche est 200 fois plus grand (jusqu'à 5 μm/s) et les inconvénients de recouvrir les produits à la forme complexe sont réduits.

## Applications potentielles
L'application courante de TiB2 semble être limitée dans des domaines restreints, comme les armures résistantes aux impacts, les outils coupants, les creusets, les revêtements résistants à l'usure et comme absorbeur de neutrons.
TiB2 est aussi utilisée comme tuyau d'évaporation pour la déposition en phase vapeur d'aluminium. C'est un matériau attractif pour l'industrie de l'aluminium comme inoculant pour affiner le grain lors du moulage d'alliage d'aluminium, à cause de son mouillage, sa faible solubilité dans l'aluminium fondu et sa bonne conduction électrique.
Des couches minces de TiB2 peuvent être utilisées pour améliorer la résistance à l'usure et à l'oxydation aux substrats bon marché.